# Calvatone
Calvatone ist eine norditalienische Gemeinde (comune) mit 1159 Einwohnern (Stand 31. Dezember 2023) in der Provinz Cremona in der Lombardei. Die Gemeinde liegt etwa 32,5 Kilometer von Cremona am Oglio und am Parco dell'Oglio Sud und grenzt unmittelbar an die Provinz Mantua.

## Geschichte
In der Nähe des antiken Bedriacum fanden 69 nach Christus zwei Schlachten statt. Nach dem Tod Neros versuchten Otho und Vitellius ihren Machtanspruch gegenseitig durchzusetzen. Die erste Schlacht im April endete mit einem Sieg Vitellius. Im Oktober kam es dann zu einer weiteren Schlacht. Nunmehr trat Vespasian in den Konflikt mit Vitellius ein. Unter Marcus Antonius Primus siegten die flavischen Truppen. Damit war Vespasians Anspruch auf das Prinzipat gesichert.

## Verkehr
Durch die Gemeinde führt die frühere Strada Statale 10 Padana Inferiore (heute eine Provinzstraße) von Turin nach Monselice.